# Бабич Олексій Олександрович
Олексі́й Олекса́ндрович Ба́бич (нар. 25 листопада 1997 — 31 серпня 2022) — солдат 79-ої окремої десантно-штурмової бригади.

## Життєвий шлях
Бабич Олексій закінчив Високівську загальноосвітню школу у Черняхівському районі.
У 2015—2017 роках навчався у Центрі професійно-технічної освіти м. Житомира, на професії "Машиніст крана автомобільного, слюсар з ремонту автомобілів, водій".

У липні 2022 року пішов добровольцем до ЗСУ. 31 серпня 2022 року не вийшов на зв'язок з рідними та довгий час числився безвісти зниклим.
"Ми разом були у навчальному центрі, – згадує побратим Олексія Бабича Валерій. – Олексій був справжнім воїном, гарним хлопцем. Обставини загибелі такі: це була російська диверсійно-розвідувальна група, це був ближній бій. Наші побратими всю групу рашистів знищили, але не обійшлося без втрат і з нашого боку"
У Олексія Бабича залишилися мати, дружина, дочка.
03 листопада 2022 року похований у Житомирі, на Смолянському військовому цвинтарі.

## Нагороди
Указом Президента України № 443/2023 від 18 липня 2023 року, нагороджений орденом “За мужність” ІІІ ступеня посмертно